# All I Have to Do Is Dream
All I Have to Do Is Dream är en popsång skriven av Felice och Boudleaux Bryant samt framförd av The Everly Brothers 1958.

### Fotnoter
1. ↑  ”The Everly Brothers, 'All I Have to Do Is Dream' | 500 Greatest Songs of All Time”. Rolling Stone. 7 april 2011. Arkiverad från originalet den 9 juli 2017. https://web.archive.org/web/20170709075042/http://www.rollingstone.com/music/lists/the-500-greatest-songs-of-all-time-20110407/the-everly-brothers-all-i-have-to-do-is-dream-20110526. Läst 18 juli 2017.